# Somadino
Somadino (Sumadìn in dialetto valsassinese) è una frazione del comune di Casargo in provincia di Lecco.

## Monumenti e luoghi d'interesse

### Architetture religiose
La frazione è nota per la chiesetta di Santa Margherita che è ubicata su uno sperone roccioso nelle vicinanze del valico di Piazzo, poco fuori dall'abitato di Somadino a 865 m. s.l.m..
Si tratta di un edificio tardo-medioevale dalle linee romaniche contenente una serie di affreschi di notevole fattura.